# 의령 이운용 묘
의령 이운용 묘(宜寧 李雲龍 墓)는 대한민국 경상남도 의령군 지정면 오천리에 있는 무덤이다.
2010년 6월 17일 경상남도의 기념물 제274호 의령 오천리 이운용 장군 묘역으로 지정되었다가, 2018년 12월 20일 현재의 명칭으로 변경되었다.

## 개요
이운용(李雲龍)은 1562년 경북 청도에서 남해 현령을 지낸 이몽상의 아들로 출생한 것으로 알려져 있다. 임진왜란 발발 당시인 1592년 옥포만호로서 옥포대첩에서 공을 세웠다. 1604년에는 선무공신으로 식성군(息城君)에 봉해졌고, 동 9월에 삼도수군통제사가 된 인물이다. 광해군 2년(1610년 사망한 후 병조판서로 추증되었다. 이 묘는 본래 경북 청도에 있었으나, 20년 후인 1630년 그의 아들 평택현감 이암에 의해 이곳으로 옮겨졌다. 현재 이곳은 외손인 밀성손씨 문중에서 관리하고 있으며, 그 내력은 택당 이식이 쓴 그의 묘비에 자세하게 기록되어 있다.
묘역에는 현재 이운용의 묘를 비롯하여 묘비, 상석과 향로석, 동자석 1조(2기), 망부석 1조(2기) 등 석조물이 일괄로 남아 있다. 봉분은 높이 3m 직경 6m 정도의 원분으로, 봉분의 아랫부분에는 치석한 석재를 가지런히 돌렸다. 아래에 받침이 되는 돌을 돌출되게 깔고 그 위에 면석처럼 돌을 얹었다. 구릉의 높은 쪽인 뒷면에는 돌을 돌리지 않고 꼬리가 길게 돌출한 것이 특징이다. 봉분의 모습으로 보아 후대에 크게 수리하지 않은 듯한데, 둥글다기보다는 뾰족한 것처럼 처리된 것 또한 독특하다. 묘비는 받침대를 갖추고 있으며 지붕은 없다. 비면이 마모되어 있으나 판독이 가능하고, 비문의 전체 내용은 이미 번역되어 있어 ‘息城君實記’에 수록되어 있어 생애와 무공을 잘 이해할 수가 있다. 받침에 조각된 花文은 선명하다. 동자석은 80㎝ 내외의 높이로 낮은 편이며, 양쪽이 같은 문인석의 형태이다. 얼굴을 제외한 전체 조각이 비교적 선명하게 남아 있다.

## 참고 문헌
- 의령 이운용 묘 - 국가유산청 국가유산포털